# Ares I
Ares I er en løfteraket som NASA var i gang med at udvikle, som en del af Constellation-programmet. NASA vil bruge Ares I til at opsende Orionfartøjet som skal bringe mennesker ud i rummet efter at rumfærgen blev taget ud af brug i 2011. Ares I var tidligere kendt som Crew Launch Vehicle eller CLV, uofficielt kaldes den for the Stick – pinden. Den større ubemandede Ares V er designet til at komplementere Ares I. Denne vil være fragtraketten i Constellationprogrammet. Det er dog ikke sikkert, at det bliver netop Ares-løfteraketterne, som kommer til at bære menneskeheden ud på de næste rumeventur. United Launch Alliance, et joint venture mellem the Boeing Company og Lockheed Martin, har præsenteret deres Delta IV Heavy rocket som et alternativ, da denne raket allerede eksisterer og bruges til at sende militære og civile satellitter i kredsløb. Ifølge producenterne er Delta-løfteraketten både sikrere og billigere end Ares I. NASAs ingeniører argumenterer til gengæld for, at Delta-systemet primært er egnet til lavt kredsløb om Jorden, mens Ares-systemet vil kunne tilpasses fremtidens større opgaver – rejser til månen og Mars. For tiden overvejer et 10-personers panel nedsat af præsident Barack Obama, hvilken løfteraket bliver udvalgt. Læs artikel i New York Times

## Planlagte Ares I-opsendelser[1]
| Dato            | Navn      | Astronauter | Beskrivelse |
| --------------- | --------- | ----------- | --- |
| 28 oktober 2009 | Ares I-X  | -           | Suborbital testflyvning m. 4 segmenter. Startvægten var på 800 ton den opnåede en hastighed på Mach 4 efter få minutter, afprøvningen har kostet cirka 2 milliarder danske kroner. Affyringen skete fra Kennedy Space Center rampe 39B . Afprøvningen foregik nogenlunde som forventet . |
| 2012            | Ares I-Y  | -           | suborbital m. 5 segmenter |
| 2013            | Orion 1   | -           | ubemandet afprøvning af Orion |
| 2013            | Orion 2   | 2           | første bemandede flyvning |
| 2014            | Orion 3   | 2           | Low Impact Docking System afprøvning |
| 2014            | Orion 4   | 3           | Final Operational Capability |
| 2015*           | Orion IOC | 3           | Initial Operational Capability |
| 2015            | Orion 5   | 3           | ISS-besætning |
| 2015            | Orion 6   | 3           | ISS-besætning |
| 2016            | Orion 7   | 3           | ISS-besætning |
| 2016            | Orion 8   | 3           | ISS-besætning |
| 2017            | Orion 9   | 3           | ISS-besætning |
| 2017            | Orion 10  | 3           | ISS-besætning |
| 2018            | Orion 11  | 3           | ISS-besætning |
| 2018            | Orion 12  | 3           | ISS-besætning |
| 2019            | Orion 13  | -           | Altair 1 – afprøvning |
| 2019            | Orion 14  | 3           | ISS-besætning |
| 2019            | Orion 15  | 4           | Altair 2 – månelanding |
| 2019            | Orion 16  | 3           | ISS-besætning |
| 2020            | Orion 17  | 4           | Altair 3 – månelanding |
| 2020            | Orion 18  | 3           | ISS-besætning |
| 2020            | Orion 19  | 4           | Altair 4 – månelanding |
| 2020            | Orion 20  | 3           | ISS-besætning |